# Scoliophthalmus japonensis
Scoliophthalmus japonensis är en tvåvingeart som beskrevs av Kanmiya 1983. Scoliophthalmus japonensis ingår i släktet Scoliophthalmus och familjen fritflugor. Inga underarter finns listade i Catalogue of Life.